# Louisville City FC
Der Louisville City Football Club ist ein US-amerikanisches Fußball-Franchise der USL Championship aus Louisville, Kentucky.

## Geschichte

### Gründung
Nachdem die Besitzer der USL-Pro-Mannschaft Orlando City ihren Wechsel in die Major League Soccer bekannt gaben, übernahm Wayne Estopinal, President und Gründer des Architekturunternehmens TEG Architects, die Lizenz für die USL Pro und gründete zusammen mit weiteren Investoren den Louisville City FC. Die Mannschaft übernimmt sowohl die Lizenz von Orlando City als auch die Mannschaftsfarben. Als erster Trainer wurde ein ehemaliger Spieler und Assistenztrainer der Cities verpflichtet. Der Ire James O’Connor wurde als neuer und erster Trainer von Louisville City vorgestellt.

### Erste Saison
Nach drei Siegen in vier Vorbereitungsspielen startete der City FC am 28. März 2015 in seine erste USL-Spielzeit. Die Mannschaft gewann mit 2:0 gegen den Saint Louis FC. Erster Torschütze in der Geschichte des Franchises war der Däne Magnus Rasmussen. Die Regular Season beendete die Mannschaft auf dem 2. Platz in der Eastern Conference. In den Play-offs scheiterte die Mannschaft im Halbfinale gegen den späteren USL Championship Sieger Rochester Rhinos.
Die Saison 2016 endete genauso wie die vorherige. Auch hier kam der Louisville City FC das Halbfinale der Play-offs.

### USL Championship 2017 und 2018
2017 sicherte sich Louisville den ersten Platz in der Eastern Conference. In den anschließenden Play-offs schaffte es die Mannschaft bis ins Finale um die USL Championship. Dort siegte man mit 1:0 gegen die Swope Park Rangers. Siegtorschütze war der englische Fußballspieler Cameron Lancaster.
2018 erreichte der Louisville City FC den zweiten Platz in der Eastern Conference und gewann erneut die USL Championship. Während der Saison wechselte Trainer James O’Connor zu Orlando City. Wenig später übernahm John Hackworth die Mannschaft.

## Stadion
- Louisville Slugger Field; Louisville, Kentucky (2015–2019)
- Lynn Family Stadium, Louisville, Kentucky (seit 2020)

Von 2015 bis 2019 wurden Heimspiele im Louisville Slugger Field gespielt. Das Baseballstadion fasst 13.131 Zuschauer, aber aufgrund der ungünstigen Sichtlinien für den Fußball war die Kapazität für diesen Sport im Allgemeinen auf 8.000 begrenzt. Ebenfalls in diesem Stadion spielt das Minor-League Baseballteam Louisville Bats.
Das Team eröffnete 2020 das neue Lynn Family Stadium. Das Stadion hat eine Gesamtkapazität von 15.304 Plätzen, wovon 11.700 Sitzplätze sind.

## Fans
Als erste Fangruppierung haben sich die Louisville Coopers formiert.

## Erfolge
United Soccer League
- USL Cup
  - Sieger: 2017, 2018
  - Finalist: 2019